# Communauté de communes Aveyron Bas Ségala Viaur
Die Communauté de communes Aveyron Bas Ségala Viaur ist ein französischer Gemeindeverband mit der Rechtsform einer Communauté de communes im Département Aveyron in der Region Okzitanien. Se wurde am 28. Dezember 2001 gegründet und umfasst sieben Gemeinden. Der Verwaltungssitz befindet sich im Ort Rieupeyroux. Der Gemeindeverband ist nach den beiden Flüssen Aveyron und Viaur sowie der Landschaft Ségala benannt.

## Historische Entwicklung
Der ursprünglich als Communauté de communes Aveyron Ségala Viaur gegründete Verband wurde mit Wirkung vom 1. Januar 2018 auf die aktuelle Bezeichnung umbenannt.

## Mitgliedsgemeinden
| Gemeinde                                        | Einwohner 1. Januar 2022 | Fläche km² | Dichte Einw./km² | Code INSEE | Postleitzahl |
| ----------------------------------------------- | ------------------------ | ---------- | ---------------- | ---------- | ------------ |
| La Capelle-Bleys                                | 355                      | 15,63      | 23               | 12054      | 12240        |
| La Salvetat-Peyralès                            | 1.001                    | 54,24      | 18               | 12258      | 12440        |
| Le Bas Ségala                                   | 1.610                    | 82,33      | 20               | 12021      | 12200, 12240 |
| Lescure-Jaoul                                   | 222                      | 18,52      | 12               | 12128      | 12440        |
| Prévinquières                                   | 275                      | 20,86      | 13               | 12190      | 12350        |
| Rieupeyroux                                     | 1.922                    | 54,81      | 35               | 12198      | 12240        |
| Tayrac                                          | 188                      | 15,73      | 12               | 12278      | 12440        |
| Communauté de communes Aveyron Bas Ségala Viaur | 5.573                    | 262,12     | 21               | –          | –            |